# Mimorsidis scutellatus
Mimorsidis scutellatus är en skalbaggsart som beskrevs av J. Linsley Gressitt 1951. Mimorsidis scutellatus ingår i släktet Mimorsidis och familjen långhorningar. Inga underarter finns listade i Catalogue of Life.